# Irmgard Flügge-Lotz
Irmgard Flügge-Lotz (Hamelín, Alemania 16 de julio de 1903 – Stanford, 22 de mayo de 1974) fue una matemática e ingeniera alemana, conocida por su trabajo en matemática de la aerodinámica, y por ser la primera mujer ingeniera profesora en la Universidad Stanford en 1961.

## Vida
Irmgard Lotz nació en Hamelin, Alemania, el 16 de julio de 1903. Después de que su padre, Osark, periodista, fuera reclutado para servicio militar en la Primera Guerra Mundial, la joven Irmgard ayudó a la familia ejerciendo de profesora. Durante algún tiempo, prácticamente fue ella el soporte de la familia. Estudió matemáticas aplicadas Universidad Técnica de Hannover, diplomándose en 1927. En la universidad era a menudo la única mujer de su clase. En 1929 obtuvo  el doctorado en ingeniería con una tesis sobre teoría matemática de la conducción de calor en cilindros circulares. 
Lotz trabajó en el Instituto de Aerodinámica de Göttingen, junto con Ludwig Prandlt y Albert Betz. Fue entonces cuando trabajó en el "Método Lotz" sobre resolución de ecuaciones diferenciales. En 1938,  se casó con Wilhelm Flügge, un ingeniero civil, y la pareja se trasladó a Berlín, donde Flügge-Lotz trabajó como consultora sobre Aerodinámica y Dinámica de vuelos. En 1947, la pareja trabajó en ONERA (Oficina Nacional de Estudios e Investigación Aeronáutica), en París. Y en 1948 se trasladaron a la Universidad de Stanford, donde en 1961 Irmgard Flügge-Lotz se convirtió en la primera profesora de ingeniería a tiempo completo de la universidad.
En 1970, fue galardonada con el "Premio al logro" de la Asociación de Mujeres Ingenieras. También fue la primera mujer miembro del Instituto Americano de Aeronáutica y Astronáutica, y en 1971 fue la primera mujer en ser seleccionada para dar la prestigiosa conferencia Von Karman. Aunque se retiró en 1968, continuó su investigación.
Flügge-Lotz murió en el Hospital de Stanford el 22 de mayo de 1974, dejando más de cincuenta artículos técnicos publicados.

## Trabajos
- Die Erwärmung des Stempels beim Stauchvorgang, Dissertation TH Hannover 1929
- Discontinuous Automatic Control, Princeton University Press 1953[4]
- Discontinuous and Optimal Control, McGraw Hill 1968